# Булгаков, Борис Владимирович
Бори́с Влади́мирович Булга́ков (6 августа (25 июля) 1900, Москва — 29 апреля 1952, Москва) — советский учёный-механик, педагог. Член-корреспондент АН СССР (1946).

## Биография
Родился в Москве 24 июля (6 августа) 1900 года. Отец Владимир Венедиктович Булгаков, дворянин, мать Софья Ивановна.
В 1923 году поступил на физико-математический факультет Московского университета, демобилизовавшись из рядов Красной армии (уже тогда у него был туберкулёз, ставший в будущем причиной ранней смерти учёного). Обучаясь в университете, Булгаков и его однокурсники слушали лекции Д. Ф. Егорова, Н. Н. Лузина, С. П. Финикова, О. Ю. Шмидта, Н. Ф. Четверухина, Н. Н. Бухгольца, И. В. Станкевича, Л. С. Лейбензона.
В студенческие годы Б. В. Булгаков увлекался музыкой: он весьма неплохо играл на фортепиано, сочинял собственные музыкальные пьесы и часто играл дуэтом — вместе со своим однокурсником и другом В. Н. Щелкачёвым, окончившим училище Гнесиных по классу виолончели (исполнялись произведения Чайковского, Шопена, Моцарта, Мусоргского, Глинки).
Окончил Московский университет в 1928 году. В качестве темы дипломной работы профессор Н. Н. Бухгольц дал Б. В. Булгакову задачу о смятии цилиндрической трубы — далёкую от круга научных интересов дипломника (гироскопы). Сложность задачи заключалась в том, что внешняя и внутренняя цилиндрические поверхности, ограничивавшие трубу, не были коаксиальными (англ. Coaxial). Булгаков блестяще решил поставленную задачу; на защите его дипломной работы Бухгольц сказал, что в данной задаче впервые после Ламе сделан новый крупный вклад.
В 1928—1930 годах Б. В. Булгаков работал в Государственном исследовательском нефтяном институте ВСНХ, старшим научным сотрудником. С 1930 года работал в Московском университете — ассистент, доцент, профессор кафедры теоретической механики механико-математического факультета МГУ; с 1941 года — также и в Институте механики АН СССР.
В 1939 году защитил диссертацию на соискание учёной степени доктора физико-математических наук. С 1939 года — профессор кафедры теоретической механики. Организатор (1941 г., совместно с И. И. Артоболевским) кафедрой прикладной механики МГУ; в 1944—1952 годах — её первый штатный заведующий. Читал обязательный для всех студентов-механиков мехмата годовой курс «Прикладная механика», а также специальные курсы по теории гироскопов и теории колебаний.
Преподавал также в Московском геологоразведочном институте (1930—1936 гг.) — профессор, зав. кафедрой механики, и в Московском высшем техническом училище (1939—1952) — профессор, зав. кафедрой авиационных приборов.
В 1946 году был избран членом-корреспондентом АН СССР.

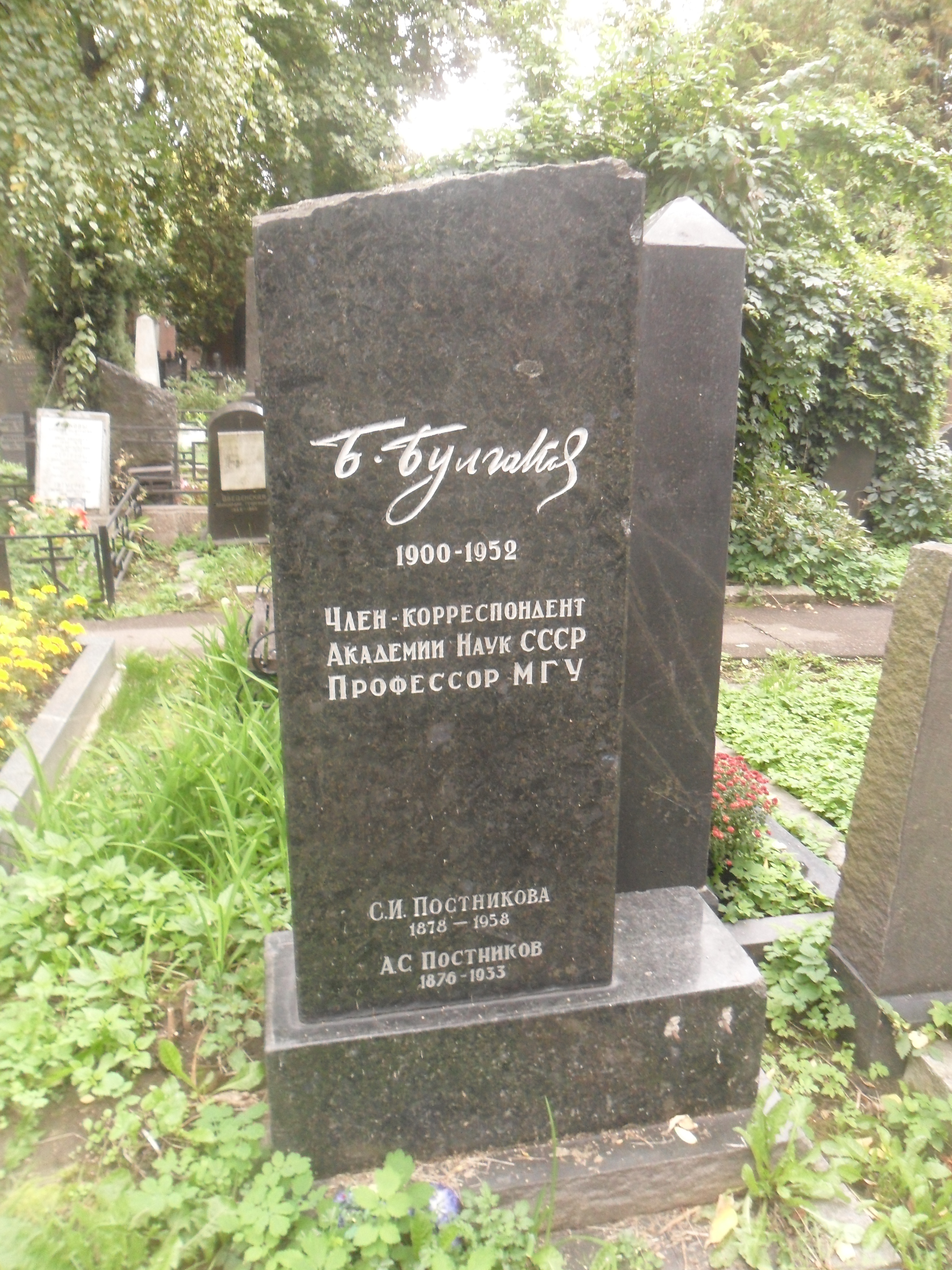
Могила Булгакова на Новодевичьем кладбище Москвы.

Детей не имел.

## Научная деятельность
Область научных интересов: теория колебаний, прикладная теория гироскопов, следящие системы, теория регулирования.
Им была разработана теория гироскопического маятника, исследовано его движение как на неподвижном, так и на подвижном основании при учёте сил сопротивления. Он внёс существенный вклад в теорию авиационных гирогоризонтов различных типов (особенно подробно была разработана общая теория прецизионных гирогоризонтов с квазиупругой радиальной коррекцией и изучен вопрос об их баллистических девиациях). В теории гироскопических компасов исследовал их динамику на неподвижном основании и на движущемся корабле; решил (как и в теории гиромаятника) задачу о накоплении баллистических девиаций при длительном маневрировании корабля. Развил общую теорию многогироскопных систем. Внёс вклад и в общую теорию гироскопов, основанную на анализе точных уравнений движения; исследовал устойчивость движения гироскопа. Монография Б. В. Булгакова «Прикладная теория гироскопов», вышедшая в свет в 1939 году и переизданная посмертно в 1955 и 1976 годах, стала настольной книгой для всех специалистов по теории гироскопов.
В 1938 году Булгаков разработал фундаментальные основы теории инерциальных систем навигации. Он нашёл стационарные положения системы в различных режимах её работы и указал, что при маневрировании объекта стабилизированная площадка будет иметь девиации (т. е. будет отклоняться от стационарного положения).
В теории колебаний он предложил общую компактную форму описания линейных колебательных систем, основанную на использовании методов матричного и операционного исчисления. Разработал методы исследования нелинейных колебательных систем со многими степенями свободы (в частности, в 1942 году им был предложен эффективный вариант метода Пуанкаре отыскания периодических решений квазилинейных систем дифференциальных уравнений). Усовершенствовал технику преобразования линейных и нелинейных систем к нормальным координатам, что позволило ему обобщить метод осреднения Ван дер Поля на системы со многими степенями свободы и многими нелинейными функциями. Результатом этого цикла работ Б. В. Булгакова стала его монография «Колебания» (1954).
В области теории автоматического регулирования Б. В. Булгаков разработал методы синтеза нелинейных регулируемых систем, решил поставленную им же задачу о мерах по предотвращению автоколебаний (нежелательных во многих регулируемых системах), разработал эффективный метод реализации корректирующих цепей при помощи пассивных четырёхполюсников.
Автор ряда изобретений. Стал основоположником школы гироскопистов в Московском университете; подготовил (только в МГУ) 8 кандидатов наук.